# Damoiseau (månekrater)
Damoiseau er et nedslagskrater på Månen. Det befinder sig i den vestlige del af Månens forside, vest for Oceanus Procellarum, og det er opkaldt efter den franske astronom Marie-C.-T. de Damoiseau (1768 – 1846).
Navnet blev officielt tildelt af den Internationale Astronomiske Union (IAU) i 1935. 

## Omgivelser
Damoiseaukrateret ligger lige øst for det fremtrædende Grimaldikrater, som er en bjergomgivet slette med en tydelig mørk bund. Stik syd for Damoiseau ligger Sirsaliskrateret. Mod sydøst findes rillesystemet Rimae Grimaldi. Dette fortsætter mod vest og syd over en strækning på i alt 230 km.

## Karakteristika
Den lave ydre rand i Damoiseau er ikke helt cirkulær, men har et udadgående fremspring mod nordøst og mindre udbulinger mod nord og sydøst. Kraterbunden er irregulær og kompleks med en række højderygge og små kløfter. Krateret er koncentrisk med en større, unavngiven formation, som har tilnærmelsesvis den dobbelte diameter. Denne ydre dannelse mangler en rand mod nordøst, hvor den gennembryder maret.

## Satellitkratere
De kratere, som kaldes satellitter, er små kratere beliggende i eller nær hovedkrateret. Deres dannelse er sædvanligvis sket uafhængigt af dette, men de får samme navn som hovedkrateret med tilføjelse af et stort bogstav. På kort over Månen er det en konvention at identificere dem ved at placere dette bogstav på den side af satellitkraterets midte, som ligger nærmest hovedkrateret. Damoiseaukrateret har følgende satellitkratere:
| Damoiseau | Længde | Bredde  | Diameter |
| --------- | ------ | ------- | -------- |
| A         | 6,3° S | 62,4° V | 47 km    |
| B         | 8,6° S | 61,6° V | 23 km    |
| BA        | 8,3° S | 59,0° V | 9 km     |
| C         | 9,1° S | 62,5° V | 15 km    |
| D         | 6,4° S | 63,3° V | 17 km    |
| E         | 5,2° S | 58,3° V | 14 km    |
| F         | 7,9° S | 62,1° V | 11 km    |
| G         | 2,5° S | 55,6° V | 4 km     |
| H         | 3,8° S | 59,8° V | 45 km    |
| J         | 4,1° S | 62,0° V | 7 km     |
| K         | 4,6° S | 60,4° V | 23 km    |
| L         | 4,5° S | 59,3° V | 14 km    |
| M         | 5,1° S | 61,3° V | 54 km    |

## Måneatlas
- Billeder af Damoiseaukrateret i LPI-måneatlasset